# Emilio Castelar
Emilio Castelar y Ripoll (Cádis, 7 de setembro de 1832 – San Pedro del Pinatar, Múrcia, 25 de maio de 1899), político e escritor espanhol, foi o penúltimo Presidente da Primeira República Espanhola.

## Origem
Nasce em Cádis a 7 de setembro de 1832. Seus pais, Manuel Castelar e María Antonia Ripoll, de ideologia liberal, eram de Alicante. A restauração absolutista de Fernando VII obrigou o seu pai, Manuel Castelar, a exilar-se em Gibraltar durante sete anos por ter sido condenado à morte acusado de afrancesado. Quando a morte repentina do seu pai, Castelar contava somente com sete anos e mudou-se a Elda com a família da sua mãe.

## Formação
Já quando pequeno, e graças ao influxo de sua mãe, María Antonia Ripoll, era um leitor insaciável, o que se traduzia num rendimento escolar muito alto. Iniciou-se nos seus estudos de Ensino Médio no Instituto de Alicante em 1845. Estudou Direito e Filosofia na Universidade Complutense de Madrid, com homens que seriam os seus adversários políticos mais tarde como Antonio Cánovas del Castillo,  licenciou-se em Direito aos vinte anos e fez o doutoramento um ano mais tarde (1853—54), e obteve uma cátedra de História Filosófica e Crítica da Espanha (1857). Durante os seus estudos pôde colaborar com a Escola Normal de Filosofia o que permitiu ajudar a salvar as penúrias da sua família.

## Entrada em política
Ao terminar a sua formação dedicou-se em cheio à luta política, canalizada através do jornalismo (passou por vários periódicos como El Tribuno del pueblo, La Soberanía Nacional e La Discusión até fundar o seu próprio em 1864: La Democracia). O seu primeiro discurso deu-o em 25 de setembro de 1854 durante um comício do Partido Democrático em Madrid e desde esse momento, não apenas os assistentes, mas também a imprensa madrilenha, elevariam-no como um orador excepcional e defensor da liberdade e da democracia.
Defendia um republicanismo democrático e liberal, que se enfrentava com a tendência mais socializante de Pi i Margall. Desde essas posições lutou contra o regime de Isabel II, chegando a criticar diretamente a conduta da rainha no seu artigo El rasgo (1865). Em retaliação por aquele escrito, foi demitido da sua cátedra de História Crítica e Filosófica da Espanha na Universidade Central de Madrid que ocupava desde 1857, provocando revoltas estudantis e de professores contra a sua demissão, que foram reprimidas pelo governo sangrentamente na denominada "Noite de São Daniel" a 10 de abril de 1865. O governo de Ramón María Narváez demitiu e foi substituído pelo de Leopoldo O'Donnell, o qual restituiria a cátedra a Castelar. Mais tarde interveio na frustrada sublevação do quartel de San Gil de 1866, e foi condenado a garrote vil; porém, conseguiu fugir para França num exílio de dois anos.

## Revolucionário
Participou na Revolução de 1868, que destronou a Isabel II, mas não conseguiu que conduzisse à proclamação da República. Foi deputado nas imediatas Cortes constituintes, nas quais se destacou pela sua capacidade oratória, especialmente pela defesa da liberdade de cultos (1869). Seguiu defendendo a opção republicana dentro e fora das Cortes até a abdicação de Amadeu I provocar a proclamação da Primeira República Espanhola em 11 de fevereiro de 1873.
Durante o primeiro governo republicano, presidido por Estanislao Figueras, ocupou a carteira de Estado, desde a qual adotou medidas como a eliminação dos títulos nobiliários ou a abolição da escravidão em Porto Rico. Mas o regime pelo qual tanto lutara descompunha-se depressa, rasgado pelas dissensões ideológicas entre os seus líderes, isolado pela hostilidade da Igreja, a nobreza, o exército e as classes acomodadas, e acossado pela insurreição cantonal, a retomada da guerra carlista e o recrudescimento da rebelião independentista em Cuba. A Presidência foi passando de mão em mão —de Figueras a Pi i Margall em junho e deste a Nicolás Salmerón em julho— até em setembro, as Cortes Constituintes nomeá-lo Presidente do Poder Executivo da República.

## Presidente da República
Para tratar de salvar o regime dissolveu as Cortes, mobilizou homens e recursos e encarregou o comando das operações a militares profissionais, embora de duvidosa fidelidade à República. Quando as sessões das Cortes foram retomadas a princípios de 1874, Castelar apresentou a sua demissão a 3 de janeiro após perder uma votação parlamentar; enquanto se votava a nomeação do novo presidente do poder executivo, que ia sendo favorável a Eduardo Palanca Asensi, o general Manuel Pavía deu um golpe de Estado e dissolveu as Cortes. Ofereceu formar governo Castelar, mas este recusou; finalmente foi o general Serrano que aceitou ser presidente do Poder Executivo.

## Restauração monárquica

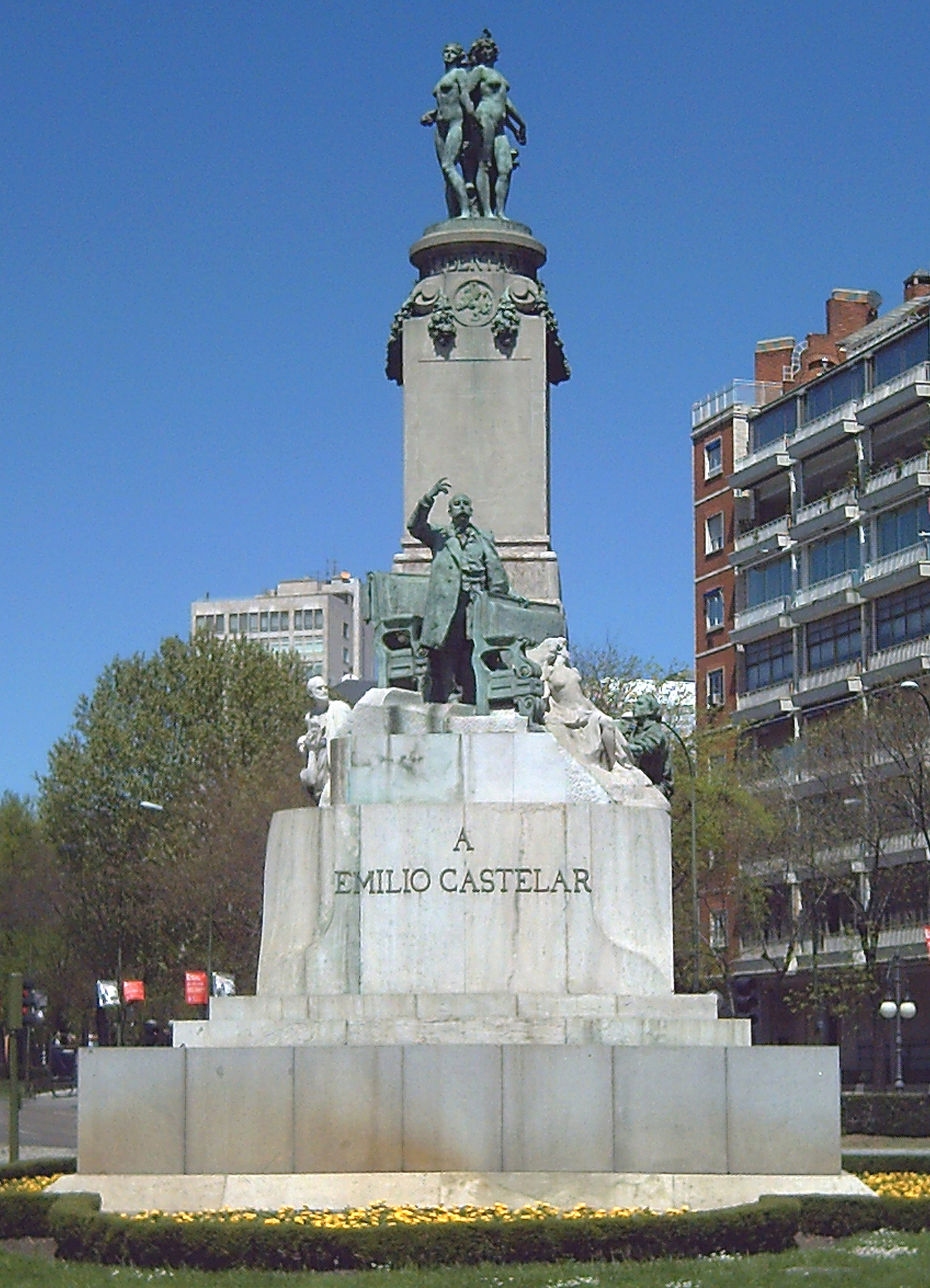
Monumento a Castelar em Madrid (Mariano Benlliure, 1908).

Liquidada assim a Primeira República, o pronunciamento de Arsenio Martínez Campos veio restabelecer a Monarquia. proclamando rei a Afonso XII. Castelar exilou-se em Paris. Após regressar de uma longa viagem, Castelar ingressou na Real Academia Espanhola e na Real Academia da História e voltou à política, encarnando nas Cortes da Restauração bourbônica a opção dos republicanos "possibilistas" que aspiravam a democratizar o regime desde dentro. Quando na década de 1890 se aprovaram as leis do jurado e do sufrágio universal, Castelar retirou-se da vida política, aconselhando aos seus partidários a integração no Partido Liberal de Sagasta (1893).
Foi sepultado no Cemitério de San Isidro, no pátio de Santa María de la Cabeza.

## Legado
Considerado como o mais eloquente orador da Espanha, foi também um dos grandes prosistas do século XIX. Influenciado pelo Romantismo, do qual também há sinais na sua oratória, recordam-se entre as suas obras os Recuerdos de Italia, algum romance como Ernesto, Fra Filipo Lippi e coleções de artigos, discursos e diversos estudos jurídicos, históricos e de crítica literária e artística, além de ensaios sobre ideologia política.

## Cidade de Castelar
Em homenagem a Emilio Castelar há uma cidade na Argentina, na província de Buenos Aires, com o seu nome. Em princípio, o nome foi dado à estação de ferrovia que, posteriormente, deu origem à povoação, por volta de 1913. Foi declarada oficialmente Cidade de Castelar em 1971, quando superou os 10 000 habitantes. No ano de 2000, superava os 100 000 habitantes.